# Bafoussam
Bafoussam, ou Fussep en langue locale, est une ville du Cameroun, chef-lieu du département de la Mifi et de la région de l'Ouest.
Elle a le statut de Communauté urbaine depuis  2008, constituée de trois communes d'arrondissement.
Agglomération la plus importante du pays Bamiléké, elle est l'une des dix villes du Cameroun les plus peuplées, à la fois ville et village du peuple du même nom.

## Géographie
La ville de Bafoussam est située sur le plateau bamiléké à 1 420 m d'altitude et 5° 28′ de latitude Nord, elle s'étend au pied et sur les pentes de la colline de Banengo et au sud du massif gneissique de Baleng-Bapi. Elle est drainée au sud par la rivière Mlem affluent de la Mifi-Sud et desservie par la route nationale 4 à 294 km au nord de la capitale Yaoundé.

### Climat
Le climat de Bafoussam est de type tropical de savane à hiver sec, classé Aw selon la classification de Köppen.
| Mois                              | jan. | fév. | mars | avril | mai  | juin | jui. | août | sep. | oct. | nov. | déc. | année |
| --------------------------------- | ---- | ---- | ---- | ----- | ---- | ---- | ---- | ---- | ---- | ---- | ---- | ---- | ----- |
| Température minimale moyenne (°C) | 16   | 17,2 | 18,2 | 18,2  | 17,6 | 16,9 | 16,5 | 16,6 | 16,5 | 16,5 | 16,3 | 15,7 | 16,8  |
| Température maximale moyenne (°C) | 29,5 | 30,5 | 29,2 | 26,8  | 25,2 | 23,9 | 23   | 22,9 | 23,3 | 23,5 | 25,2 | 27,9 | 25,9  |
| Précipitations (mm)               | 3    | 8    | 41   | 118   | 155  | 168  | 252  | 274  | 238  | 190  | 49   | 4    | 1 500 |

### Environnement et pollution
Le circuit des déchets du point de production à la mise en décharge, y compris les points de collecte et de transport, traduit plusieurs formes d’inégalités liées à l’accès au service de propreté urbaine, aux activités de collecte, mais aussi à l’exposition de certains groupes de citadins à la pollution de la décharge municipale.

## Histoire
L'histoire du Royaume Bafoussam est complexe et tumultueuse. Il faut remonter au Royaume Tikar qui constitue le centre de dispersion des royaumes Bamilékés[réf. nécessaire].

### Naissance du royaume Bafoussam
On devrait situer la naissance du Royaume Bafoussam à la même période que celle du Sultanat Bamoun[réf. nécessaire]. Il est communément admis que le Roi Yendé Ier et le Nfon Nchare avaient tous pour géniteur un Grand Roi Tikar. Déchu par les invasions musulmanes qui ont sévi dans l'Afrique centrale et occidentale de la fin du Moyen Âge, la grande dynastie des Rois Tikar a dû laisser la place au développement des Lamidats dont celui de Yola était et demeure le plus puissant.
Le groupement Bafoussam est le premier groupement bamiléké né après la division du peuple bamiléké au XIVe siècle dans la région Tikar[réf. nécessaire]. Après Bafoussam, vint le groupement Bamoun, dont le fondateur, Ncharé, est le cadet de Yendé 1er, fondateur de Bafoussam. Les Bamiléké sont un peuple nilo-égyptien atypique, parti de Nubie au IXe siècle de notre ère[réf. nécessaire].

### Chefs notables de Bafoussam
La dynastie Bafoussam a connu plusieurs dizaines de chefs depuis les années 1360, les plus notables étant Yendé 1er, Sa'guep I et II, et Taghe (dont le règne dura plus d'un siècle).
Le 10 juillet 1959, cinq chefs rebelles sont fusillés sur la place du marché.

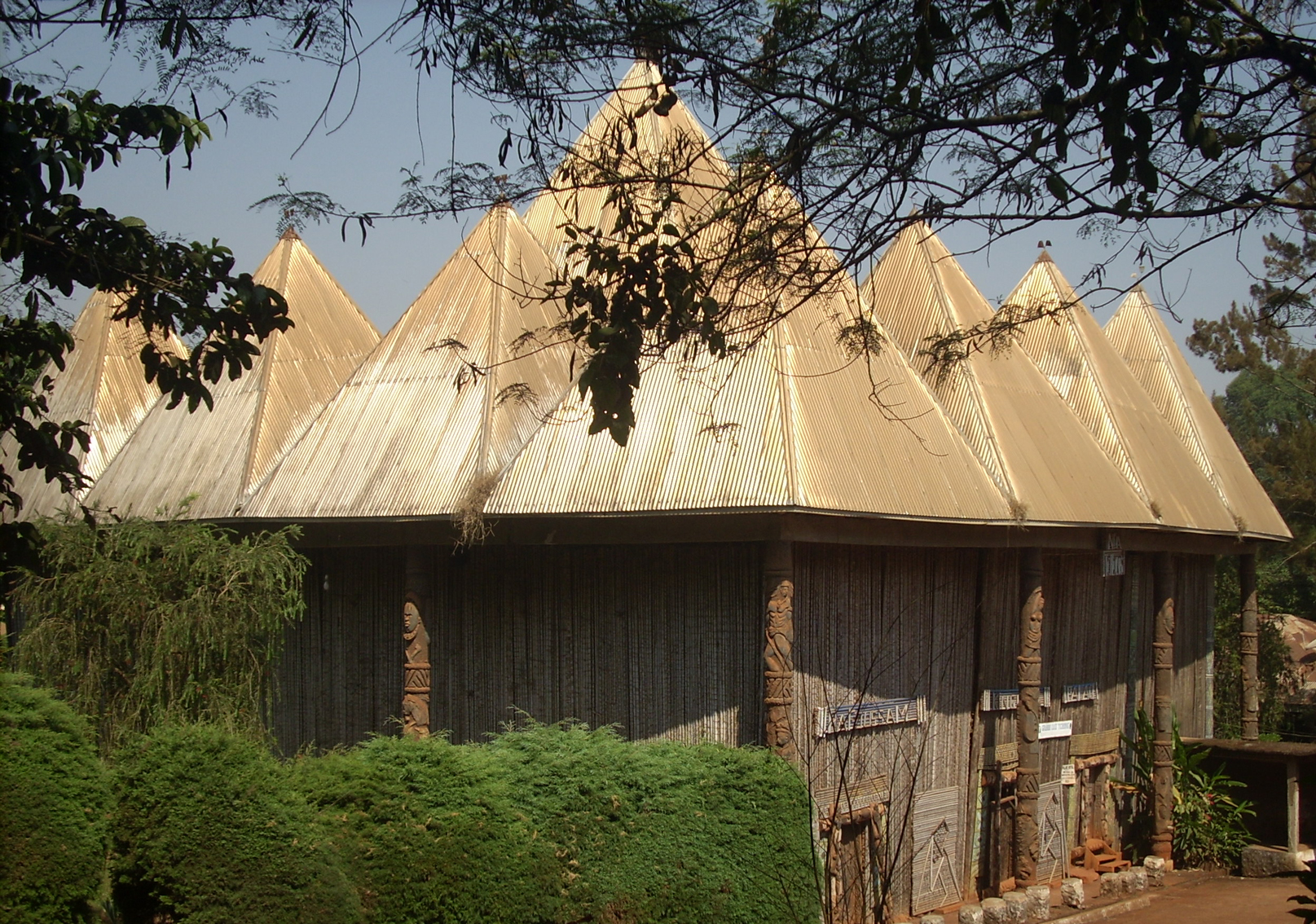
Chefferie Bafoussam - Case à palabres.

Sur le trône depuis le 10 décembre 1988 à la suite de la mort de son père Ngompé Tchoumtchoua Elie, Njitack Ngompé Pélé est le 97e Roi du Royaume Bafoussam.

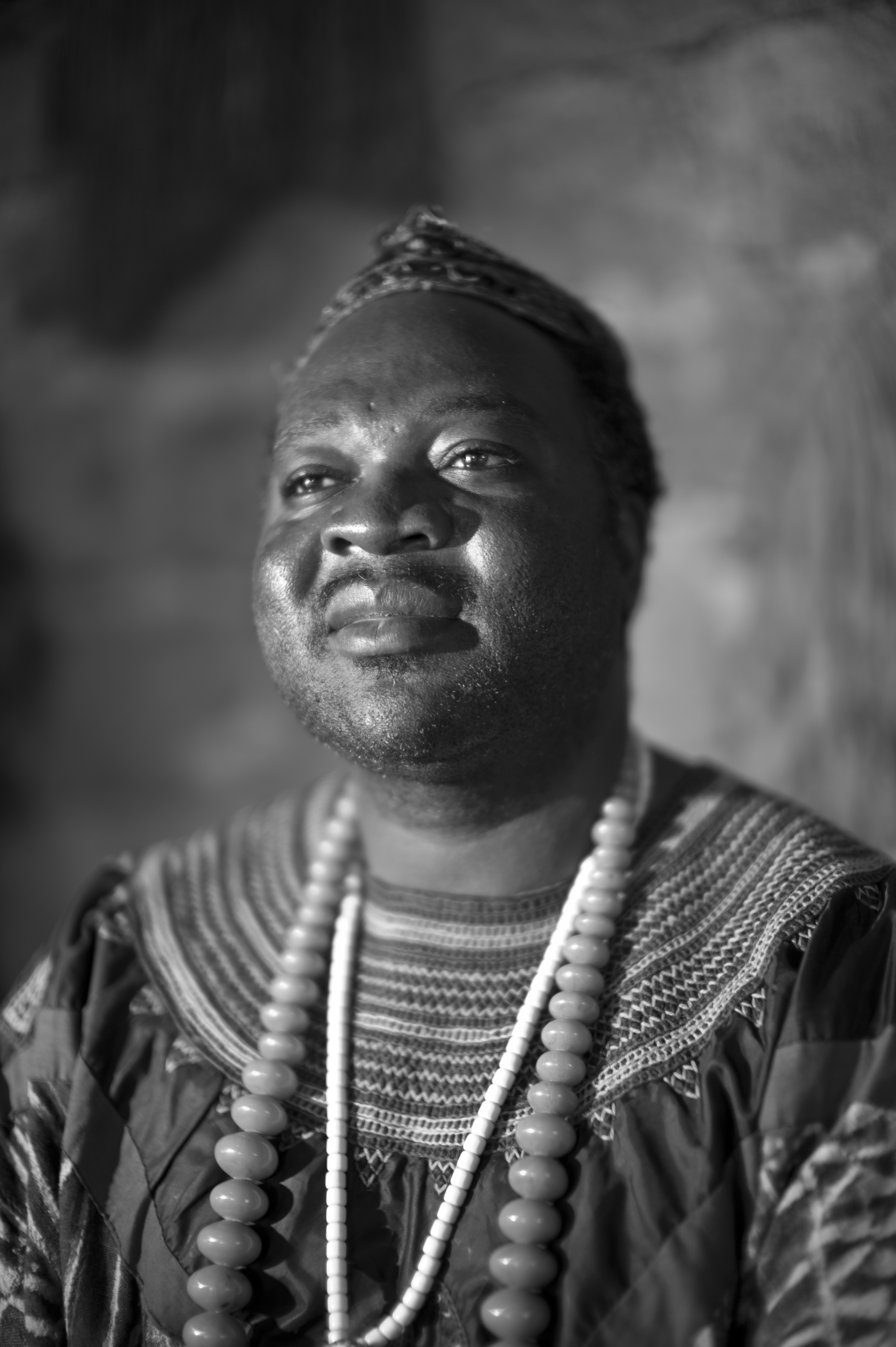
Portrait du chef Njitack Ngompé Pelé roi de Bafoussam.

### Lachefferieaujourd'hui
Le chef actuel du groupement Bafoussam est Njitack Ngompe Pelé
Il est né à Bafoussam le 5 octobre 1965 ; il accède au trône le 10 décembre 1988 comme 97e roi. Après neuf semaines passées au Laakam (moment d'initiation), il est intronisé roi des Fussep le 18 février 1988 au cours d'une cérémonie officielle en présence des différentes autorités administratives, traditionnelles et religieuses ainsi que tout le peuple Bafoussam.
Avant lui, plusieurs chefs se sont succédé à l'instar de : Ta’a Teh-Ngouong, Tagheu, Mambou, Tchomtchoua...

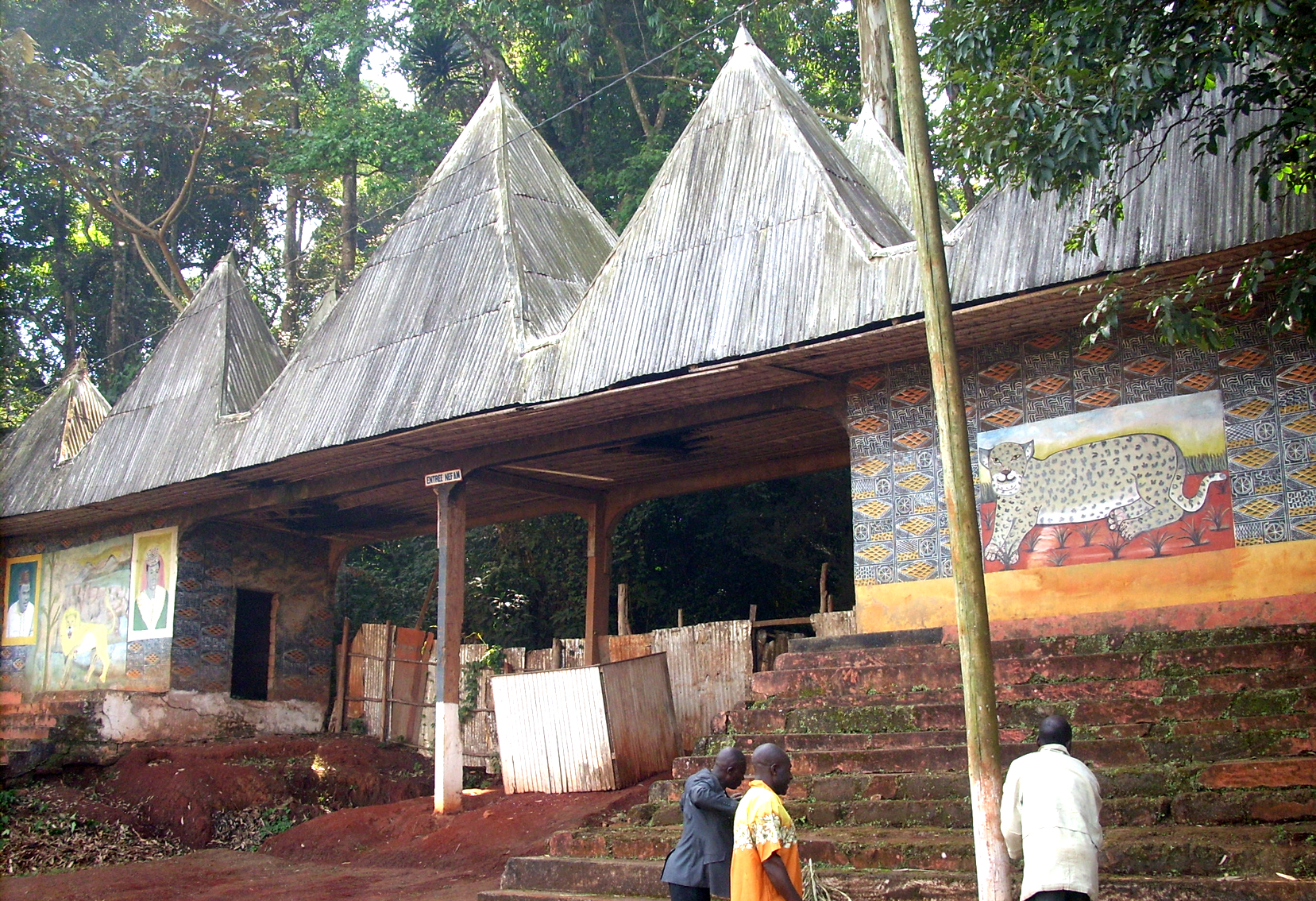
Architecture à la chefferie Bafoussam.

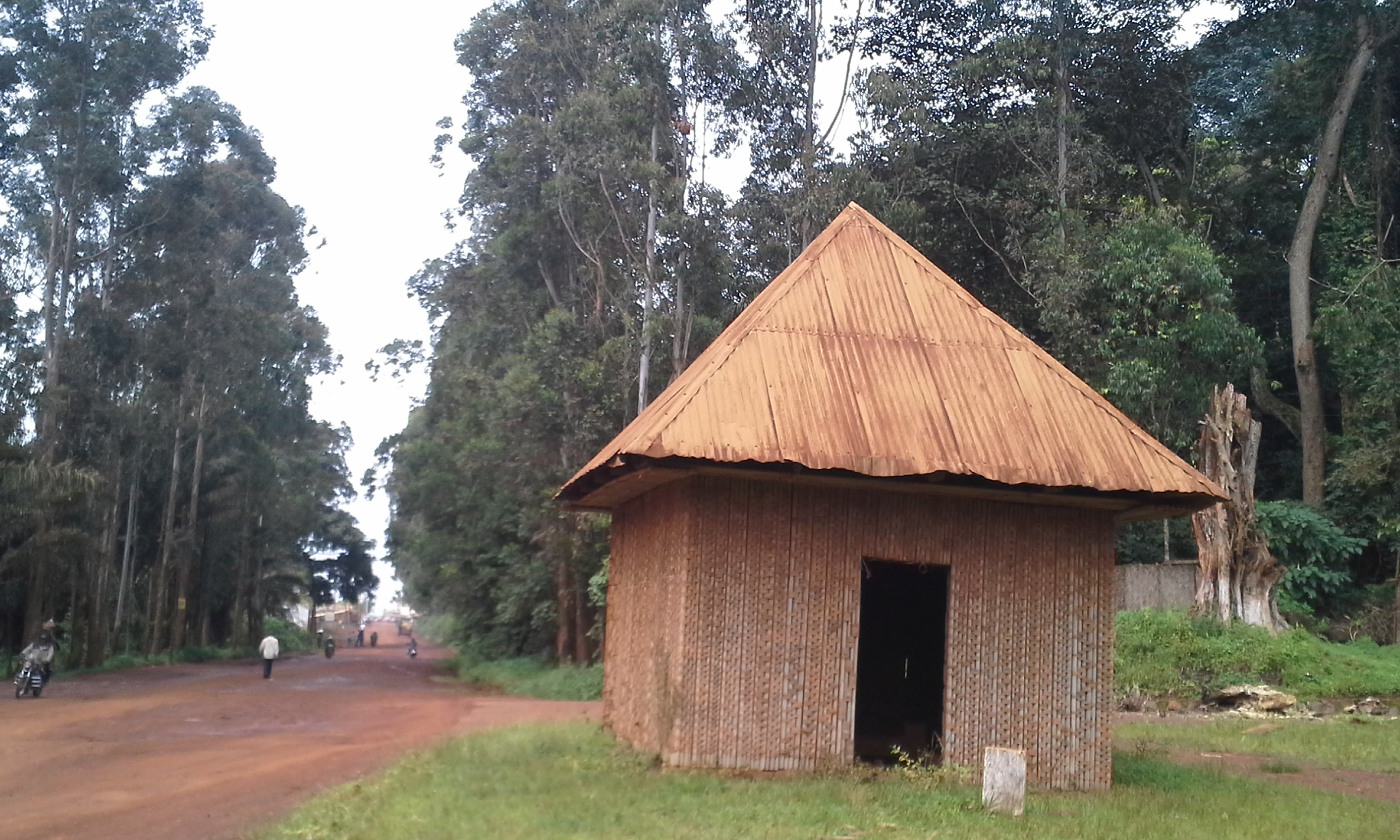
Case sacrée chefferie bafoussam.

## Population
L'évolution démographique est relevée par l'Orstom puis par les recensements de la population. Lors du recensement de 2005 (RGPH3) – soit avant la création de la communauté urbaine de Bafoussam en 2008 –, la population de Bafoussam était la suivante :
- Bafoussam Ier : 98 339 habitants dont 81 611 pour Bafoussam Ier Ville
- Bafoussam IIe : 121 282 habitants dont 99 524 pour Bafoussam IIe Ville
- Bafoussam IIIe : 81 835 habitants dont 58 152 pour Bafoussam IIIe Ville

| 1962   | 1967   | 1970   | 1976   | 1987    | 2005    | 2008    |
| ------ | ------ | ------ | ------ | ------- | ------- | ------- |
| 20 000 | 36 000 | 42 000 | 62 100 | 113 000 | 242 000 | 347 517 |

### Langue
Le Bafoussam est la langue parlée par le peuple Bafoussam,.

## Administration et villages

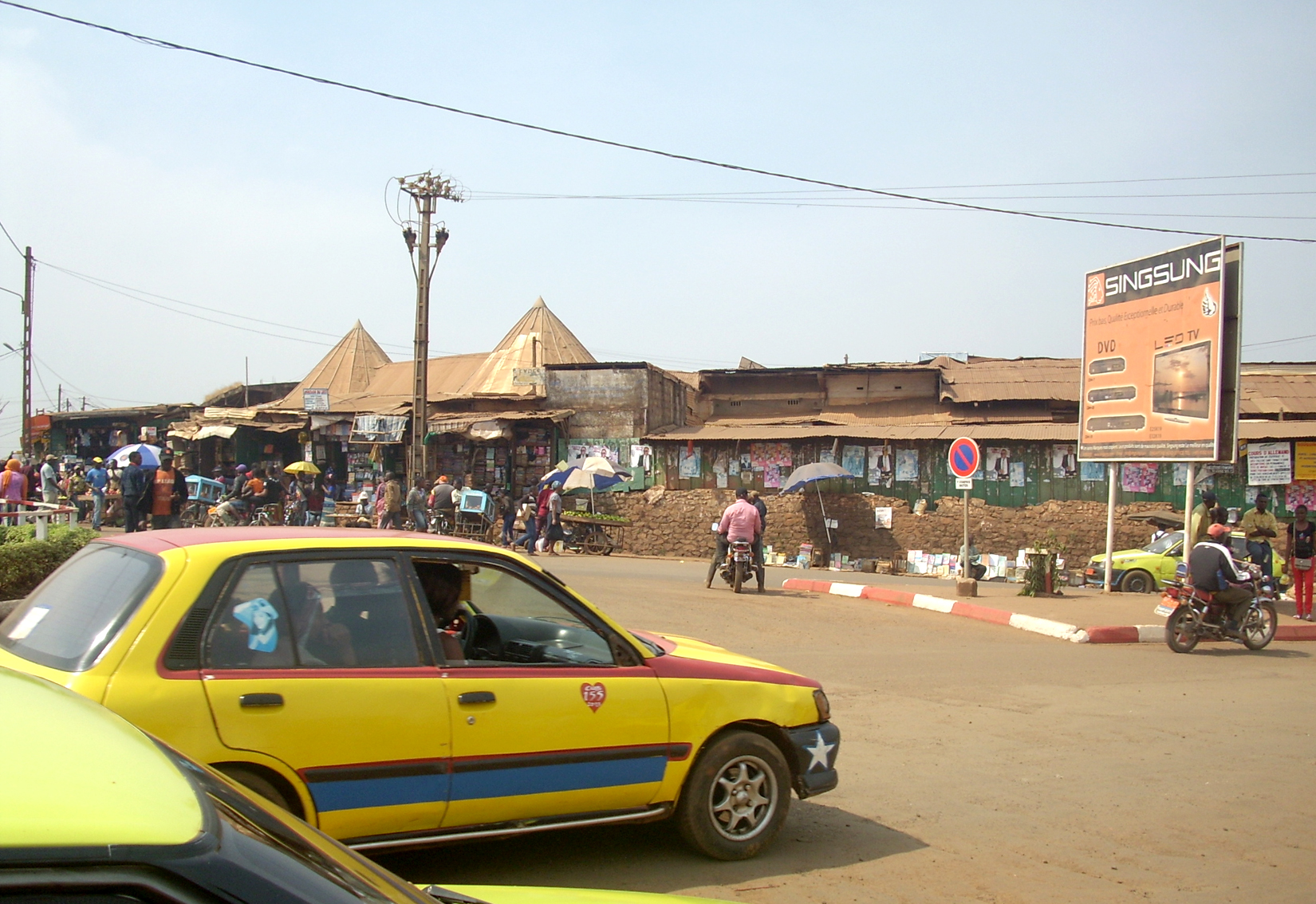
Entrée principale marché - Bafoussam.

Bafoussam est instaurée en 1925 comme chef-lieu de subdivision par l'administration coloniale du Cameroun français. La subdivision de Bafoussam est instaurée en mai 1931 dans la circonscription de Dschang. Le département de Bafoussam fut créé par la loi no 60/70 du 30 novembre 1960. Il reçut ensuite le 3 février 1961 (décret no 61-8) le nom de département Mifi. Progressivement l'usage le transformera en département de la Mifi.
Cependant, il convient de noter que la Communauté Urbaine de Bafoussam (Ville de Bafoussam) a vu le jour à partir du décret présidentiel no 2008/022 du 17 janvier 2008.
Comme stipulé à l'article 2 (alinéa 1) de ce décret, la Communauté Urbaine de Bafoussam est composée de 3 communes, à savoir :

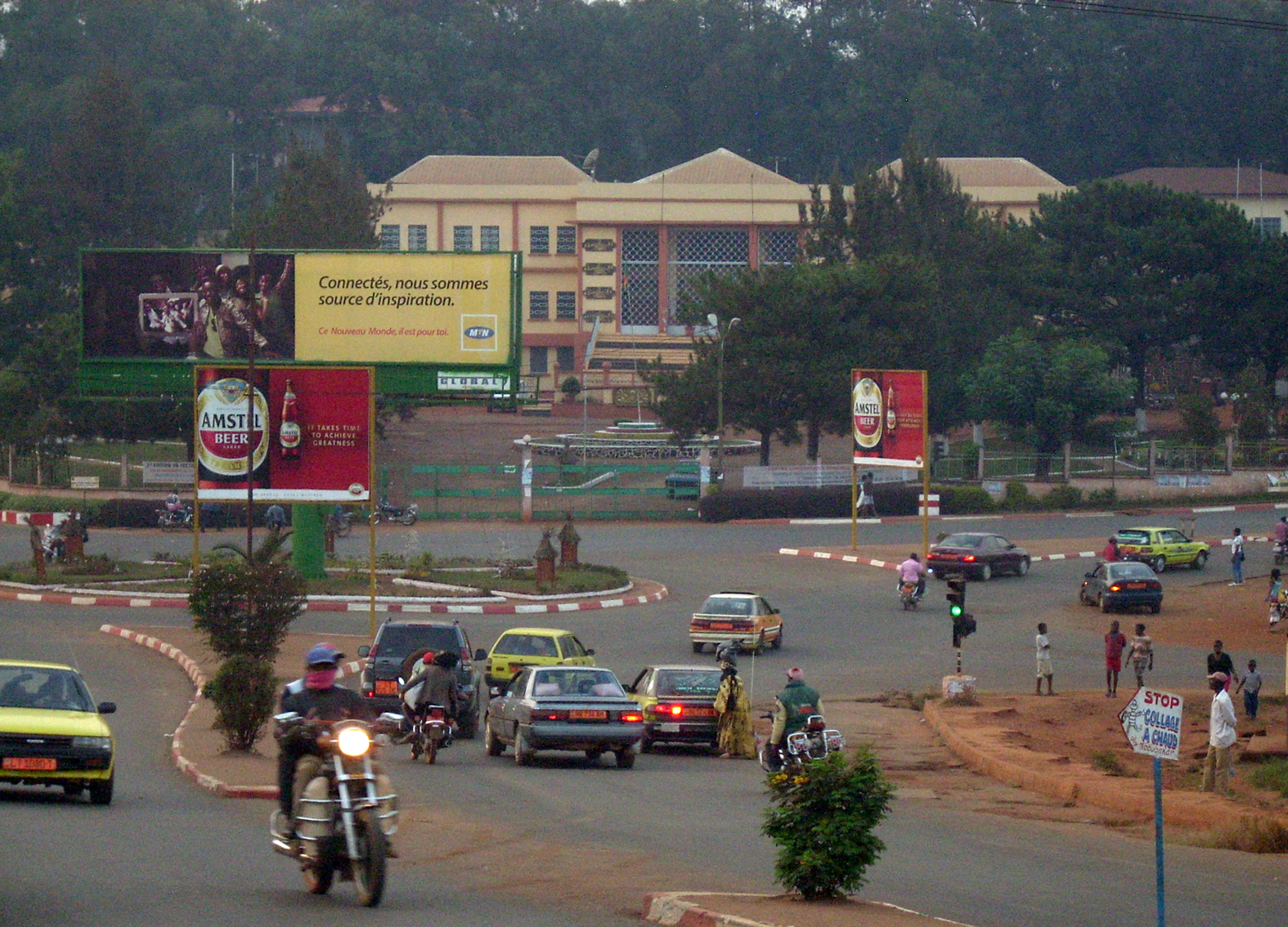
Hôtel de ville de Bafoussam.

- La commune de Bafoussam 1er (Commune d'arrondissement de Bafoussam 1er) - siège : Bafoussam
  - Les villages sont[17] : Banefo, , Batoukap, , Fou’sap, Kobikong, Mbwo, Mfé, Ndembou Menjo, Ndennda, Ndjinga, Ndoubé, Néfo, Tchouo, Tomdjo.
- La commune de Bafoussam 2e (Commune d'arrondissement de Bafoussam 2e) - siège : Baleng
  - Les villages sont : Balaafi, Baleng, Bandeng, Banefo, Fampi, Konti, Néfoloum, Ngonlé, Nkajou, Takoutché, Tchanda, Lagoueng, Ndionkou, Koptchou, Djassa, Famleng, Singté, Tougang, Famtchouet, Tchitchap, Doupe, Baye, Djeleng, Takouche[18]
- La commune de Bafoussam 3e (Commune d'arrondissement de Bafoussam 3e) - siège : Bamougoum
  - Les villages sont : Bamougoum, Bapi, Kamkop, La’tsit, Ndjunang Metè, Nkwabang, Wong[19]

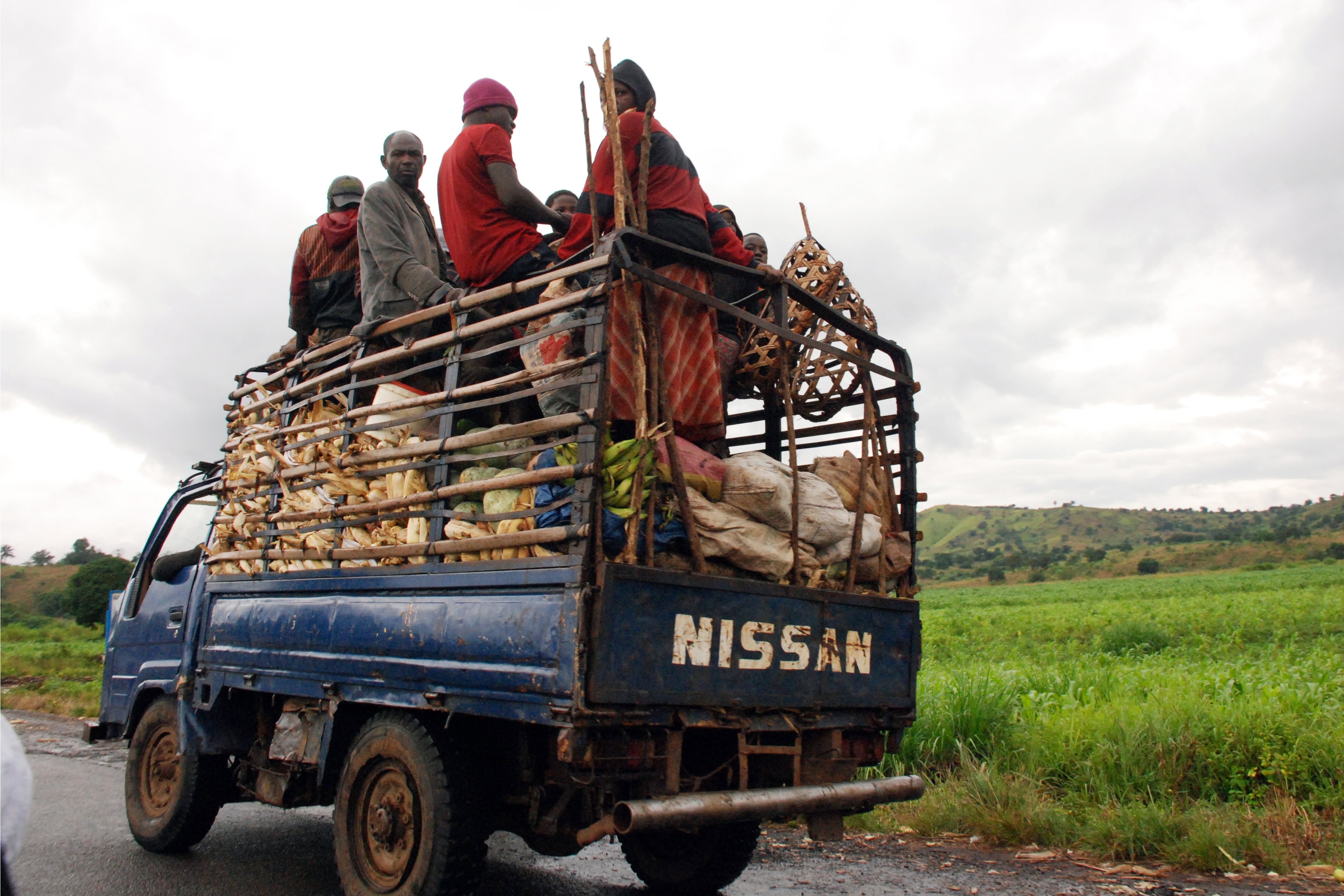
Fermiers de retour des champs à Bafoussam.

La ville possède un aéroport de Bafoussam situé à Bamougoum.

### Principaux quartiers
Bamendzi, Banengo, Djeleng, Demsiem, Évêché, Famla, Gouache, Haoussa, Lemgwo, Hélak, Houmkahaa, Kamkop, Kena, Keuleu, Kouogouo, Metto, Mewehee, Ndianso, Ndianbou, Ndiandam, Nylon, Sachiè, Tamdja, Toket, Toungang, Touhenyee, Touhekououp, Tyo, Yanmbah

### Maires et délégués du gouvernement
Les maires se succèdent depuis la création de la commune, de 2007 à 2020 la communauté urbaine est dirigée par un délégué du gouvernement nommé par décret présidentiel, depuis 2020, le maire est élu par les conseillers municipaux des trois communes d'arrondissement.
| Période | Période  | Identité               | Étiquette | Qualité                |
| ------- | -------- | ---------------------- | --------- | ---------------------- |
| 1977    | 1987     | Mathias Diesse         |           |                        |
| 1987    | 1996     | Emmanuel Nzeté         | RDPC      |                        |
| 1996    | 2002     | Joseph Lavoisier Tsapy | SDF       |                        |
| 2002    | 2007     | Jacques Kago Lele      | SDF       |                        |
| 2007    | 2009     | Samuel Mbou            |           | dg                     |
| 2009    | 2020     | Emmanuel Nzete         |           | dg                     |
| 2020    | En cours | Roger Tafam            |           | Commandant des douanes |

### Statut et organisation
La ville de Bafoussam devient en 1996 une commune urbaine à statut spécial dirigée un délégué du gouvernement. En 2008, elle est érigée en communauté urbaine constituée de trois communes d'arrondissement.
| Communes d'arrondissement | Superficie (km2) | Population (2005) | Chef-lieu | Centres d’État-civil secondaires |
| ------------------------- | ---------------- | ----------------- | --------- | --- |
| Bafoussam I               | 141              | 98 339            | Bafoussam | Badiembou Melam • King-Place Bafoussam • Bamendzi II • Banefo-Bafoussam • Banengo-Ville • Famsap • Houkaha • Ndiengso                                            |
| Bafoussam II              | 179              | 121 282           | Baleng    | Baleng Chefferie • Bandeng • Banefo-Mifi • Bapi • Baye • Famchouet • Konti • Koptchou • Lagoueng III • Tchitchap • Tougang II Djassa • Tyo Village • Tyo Ville • |
| Bafoussam III             | 93,2             | 81 835            | Bamougoum | Basse • Djunang Mété • Kena I • Kouabang • Kouogouo-Sud • Kouogouo-Village • Toket • Tchoutsit-Doumbi • King-Place Bamougoum                                     |
| Bafoussam                 | 413,2            | 301 456           |           | |

## Société

### Formations sanitaires

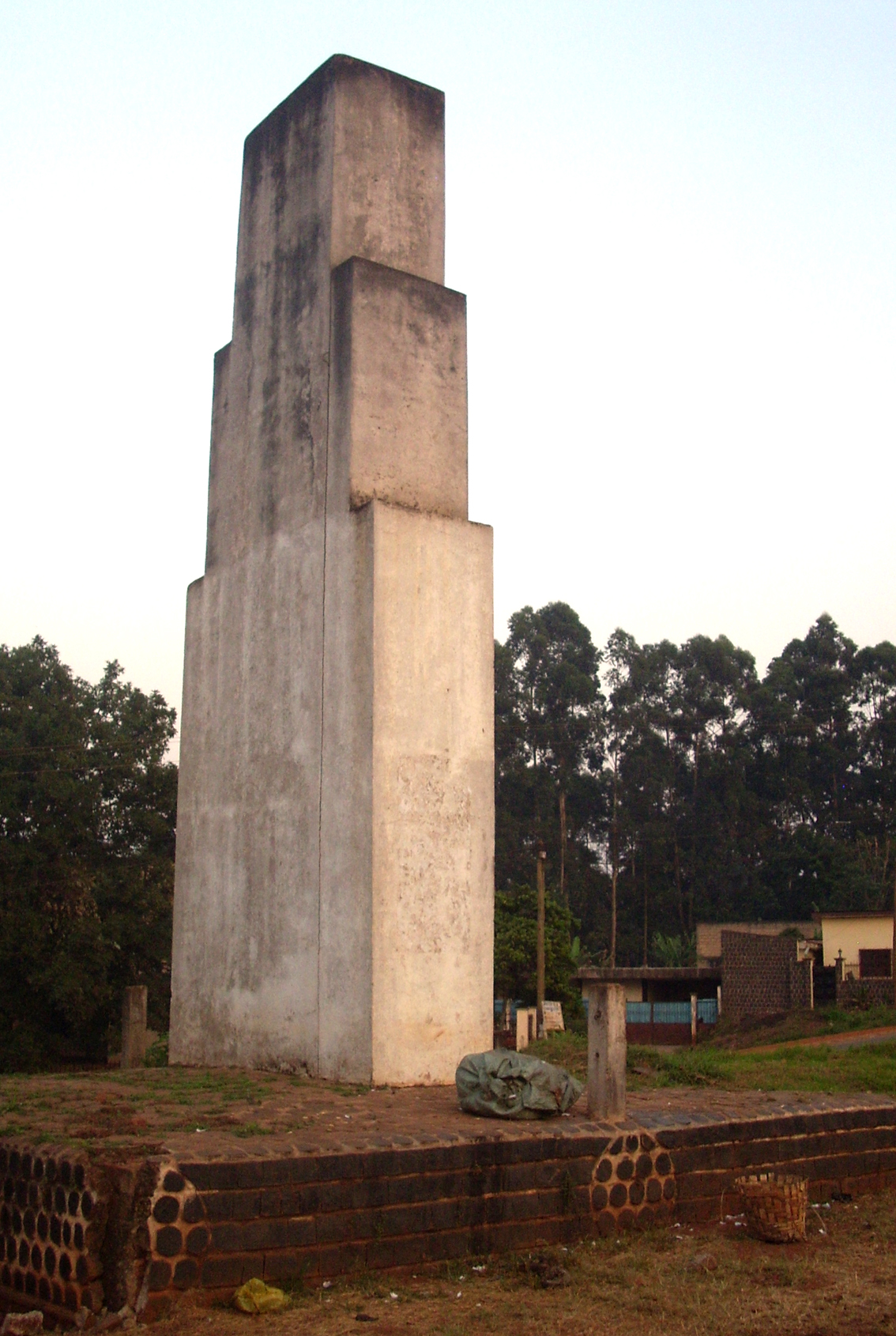
Bafoussam - Monument Wanko.

Liste des formations sanitaires publiques et privées de Bafoussam :
- Mairie de Bafoussam 1er
- Maire de Bafoussam 2e
- Mairie de Bafoussam 3e

| Désignation                               | Localisation                      |
| ----------------------------------------- | --------------------------------- |
| Hôpital régional de L’Ouest               | Tyo-Ville (En Haut Du Marché "B") |
| Centre médical D’Arrondisement de Djeleng | Djeleng Ii                        |
| Service de santé de District de La Mifi   | Djeleng I B(À Côté Eneo)          |
| Centre médical D’Arrondisement de Lafe    | Lafe (Léproserie)                 |
| Centre de santé integré de Bapi           | (Chefferie)                       |
| Centre de santé integré de Djietcha       | Djietcha (Face École Publique)    |
| Centre de santé integré de Badeng         | Badeng (Face École Publique)      |
| Centre de santé integré de Tchada         | Tchada (Avant Le Lycée Technique) |
| Centre de santé integré de Baye           | Baye (Face École Publique)        |
| Centre médical d’arrondisement de Tyo     | Tyo-Ville (Entrée Hôtel Nacheb)   |
| Centre de santé integré de Famtchouet     | Marché                            |
| Centre de santé integré de Banefo         | Banefo (École Publique)           |
| Centre de santé integré de Djassa         | Djassa (École Publique)           |
| Centre de santé integré de Konti          | Konti (École Publique)            |

### Enseignement

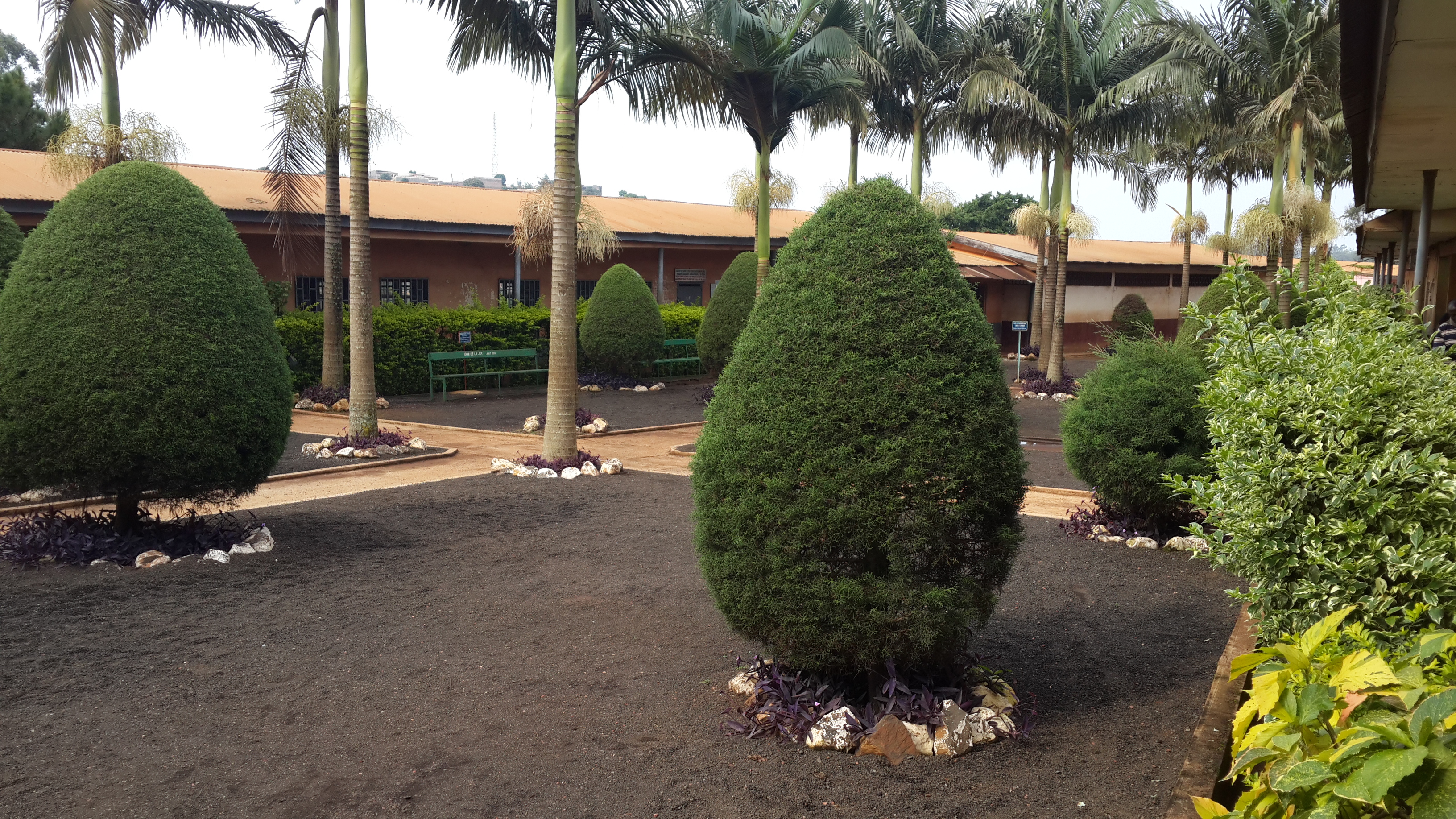
Lycée bilingue de Bafoussam.

Les trois arrondissements de Bafoussam comptent plusieurs établissements secondaires publics et privés.
- Lycée classique de Bafoussam
- Lycée bilingue de Bafoussam
- Lycée bilingue de Ngouache
- Lycée de Tougang II Baleng
- Lycée technique de Bafoussam
- Lycée technique de Banengo
- Lycée de Bafoussam rural Kena Bamougoum
- Lycée bilingue de Baleng
- Lycée de Ndiangdam
- Collège privé Bilingue de l'esperance de Bafoussam (COBIEBAF)
- Collège la Confiance (Colaco) Bafoussam
- Collège privé Voltaire
- Collège Polyvalent Bilingue Martin Luther King
- Collège saint Thomas d'Aquin de Bafoussam
- Collège privé de la Réunification
- Collège privé Nelson Mandela
- Collège privé de la Cité
- Collège privé la noblesse
- Collège évangélique
- Collège Socrate
- Collège Tcheutchoua
- Complexe Polytechnique privé laïc bilingue TAMA (COPOBIT)
- Collège Privé de l'Ouest
- College Bilingue Maak Paulo

### Enseignement supérieur et formation professionnelle
- Institut supérieur de Bafoussam
- AMIC Universal Computer[23]
- INSAM

## Religion

### Christianisme
La cathédrale Saint Joseph de Baleng située dans le quartier Tyo est le siège du diocèse catholique de Bafoussam érigé en 1970 par démembrement du diocèse de Nkongsamba, il s'étend sur la région Ouest du pays. Avec la paroisse cathédrale, la doyenné catholique de Bafoussam s'étend sur 11 paroisses : Saint Damien de Lafé, Saint Patrick de la Maétur, Marie Reine des Apôtres des Kamkop, Saint François-Xavier de Koptchou, Saint Jean l'évangéliste de Tougang II, Saint Fidèle de Tyo Baleng, Sainte Cécile de Kouogouo, Sainte Trinité de Tougang, Saint Charles Lwanga de Ngouache et Secteur de Tocket. Les paroisses protestantes EEC de Tamdja, Centenaire de la Mifi, Bamendzi A, Kougouo, Socada, Tocket relèvent de la région synodale de la Mifi de l'Église évangélique du Cameroun.

### Islam
Le culte musulman est représenté par plusieurs mosquées, dont la mosquée centrale de Bafoussam, et les mosquées de Aladji Dangana, Ahlis Sounna, Ahlous Sounati Wal Djama'a, Camp Oignons, Ndiandam, Stade, Cheick Ali, elles accueillent notamment la communauté bamoun de la Mifi.

## Culture et traditions

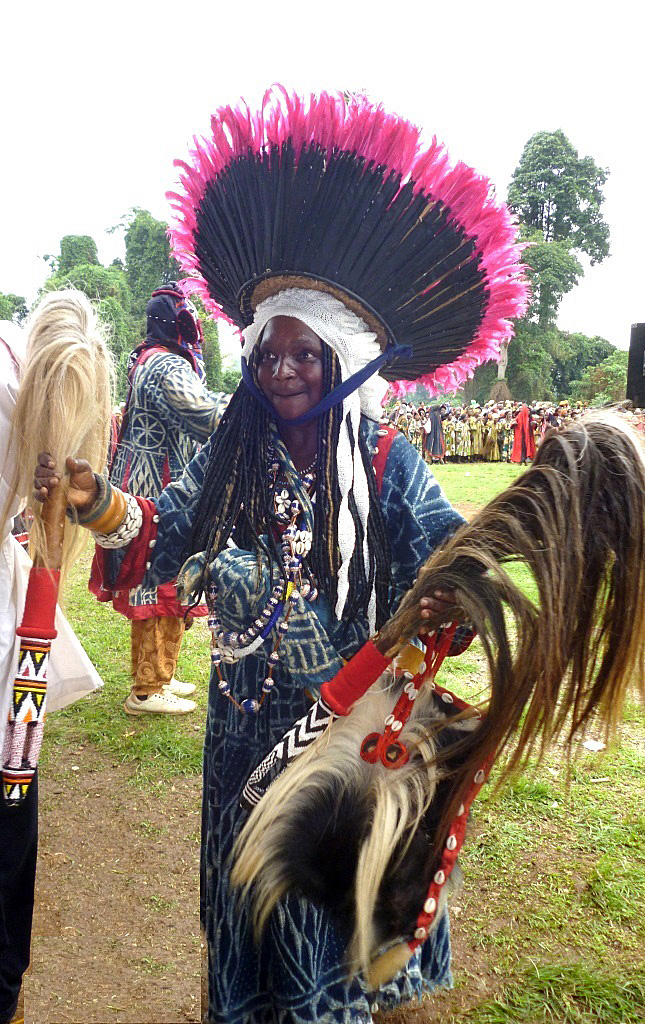
Tenues et parures traditionnelles de femmes Baleng à Bafoussam.

### Tradition
Peuple assez organisé et dynamique à l'instar de son chef Njitack Ngompé Pélé, le peuple Fussep (Bafoussam) est doté d'une constitution qui instruit tout Bafoussam dans sa vie au quotidien.
On y retrouve par exemple :

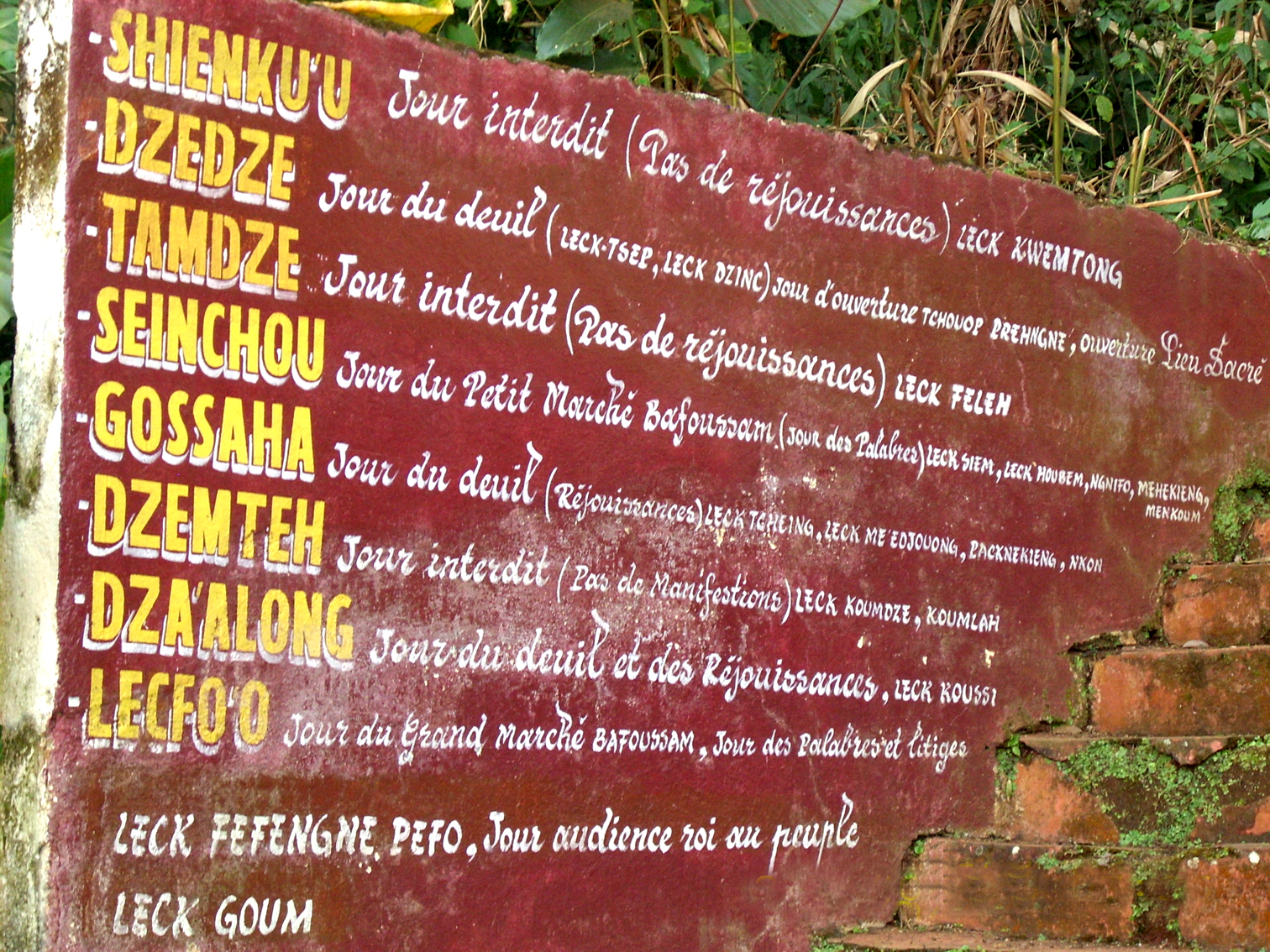
Les jours de la semaine et leur signification.

- Au nombre de huit, les jours de la semaine ont chacun une signification particulière, une origine.
  - Lecfo'o
  - Shienku'u
  - Ndze Dze
  - Tamdze
  - Seinchou
  - Gossaha
  - Dzemteh
  - Dza'à Long
- Les différentes réunions secrètes se tenant ces jours. Elles ont pour objectifs généraux : jugement des litiges ou palabres, débats sur les us et coutumes, réflexion sur la vie du village, le fonctionnement, la gestion des affaires courantes... on peut citer :
  - Leck fefe, Ngne Pofo
  - Leck-Dze'e, Leck Kwemtong
  - Leck-Tsep, Leck Dzing
  - Leck fefeh
  - Leck siem
  - Leck Houbem
  - Leck Méédjouong
  - Packhekieng
  - Leck Koumdze
  - Koumlah
  - Leck-Koussi (Kam & Quie)
- On y retrouve aussi, les différents jours de marché (saisonnier chez les Bafoussam), les différentes activités pratiquées, les activités interdites suivant les différents de la semaine...

### Rites & fêtes
- Le festival Nyang Nyang[26]

Festival Nyang Nyang 2018.
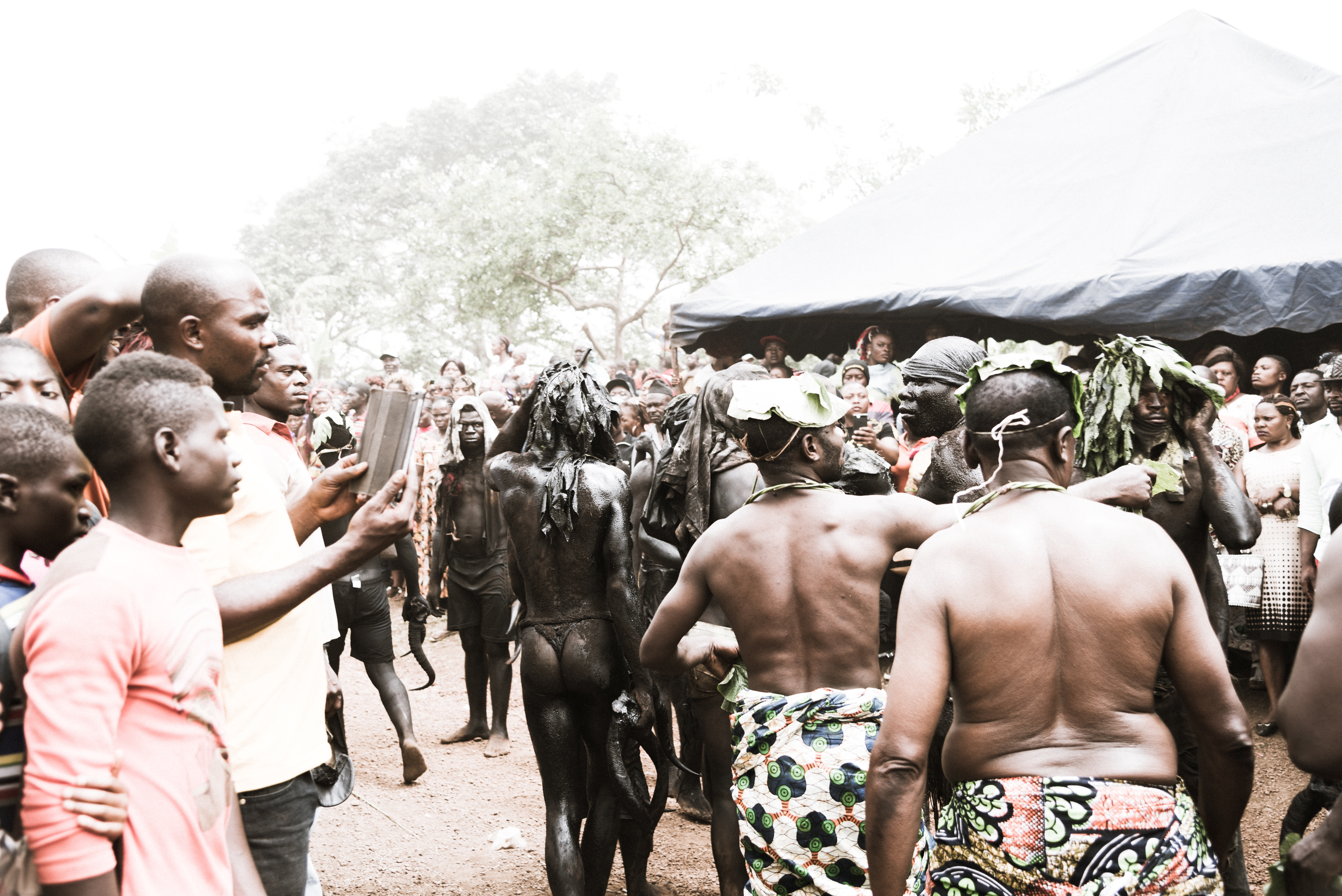
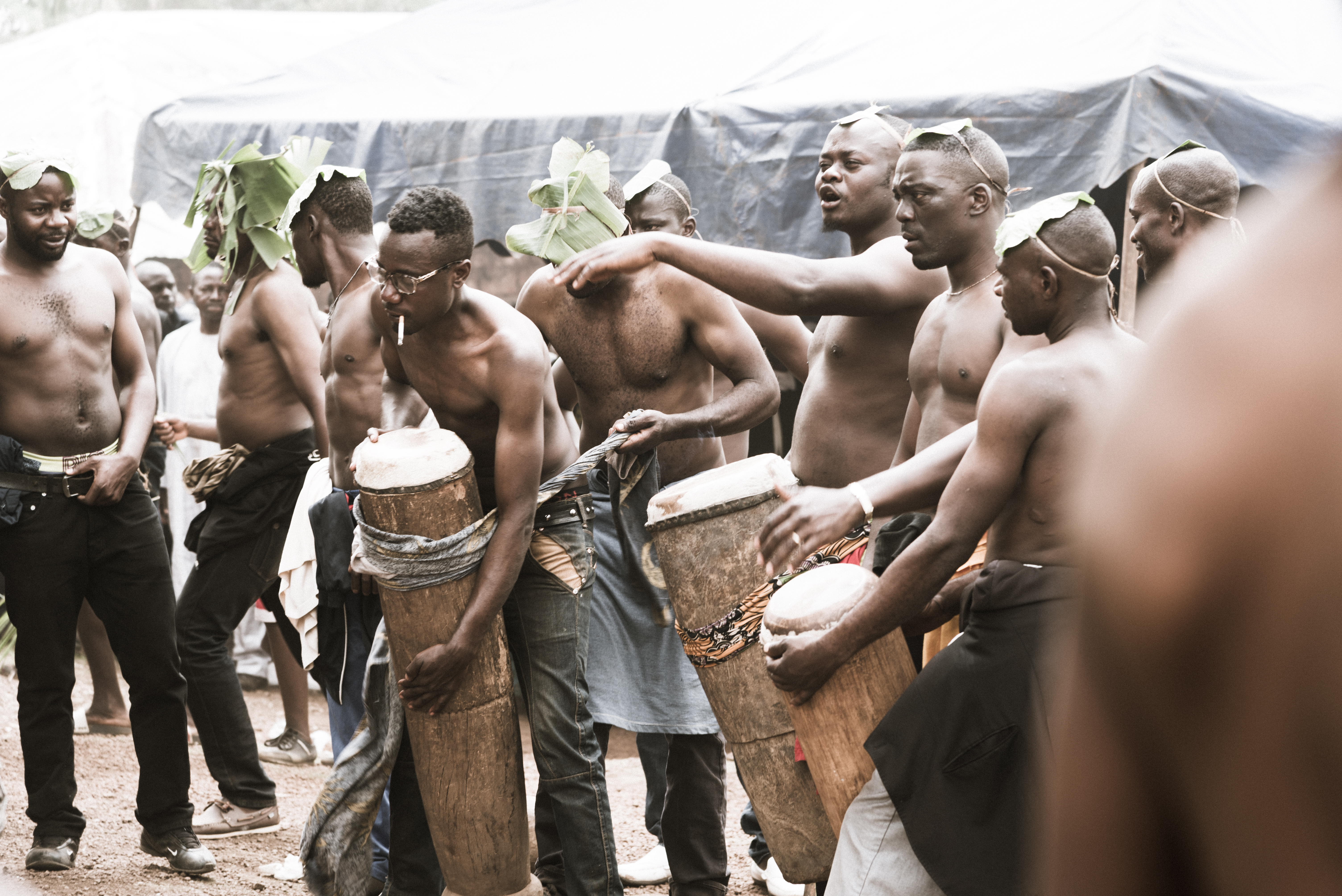
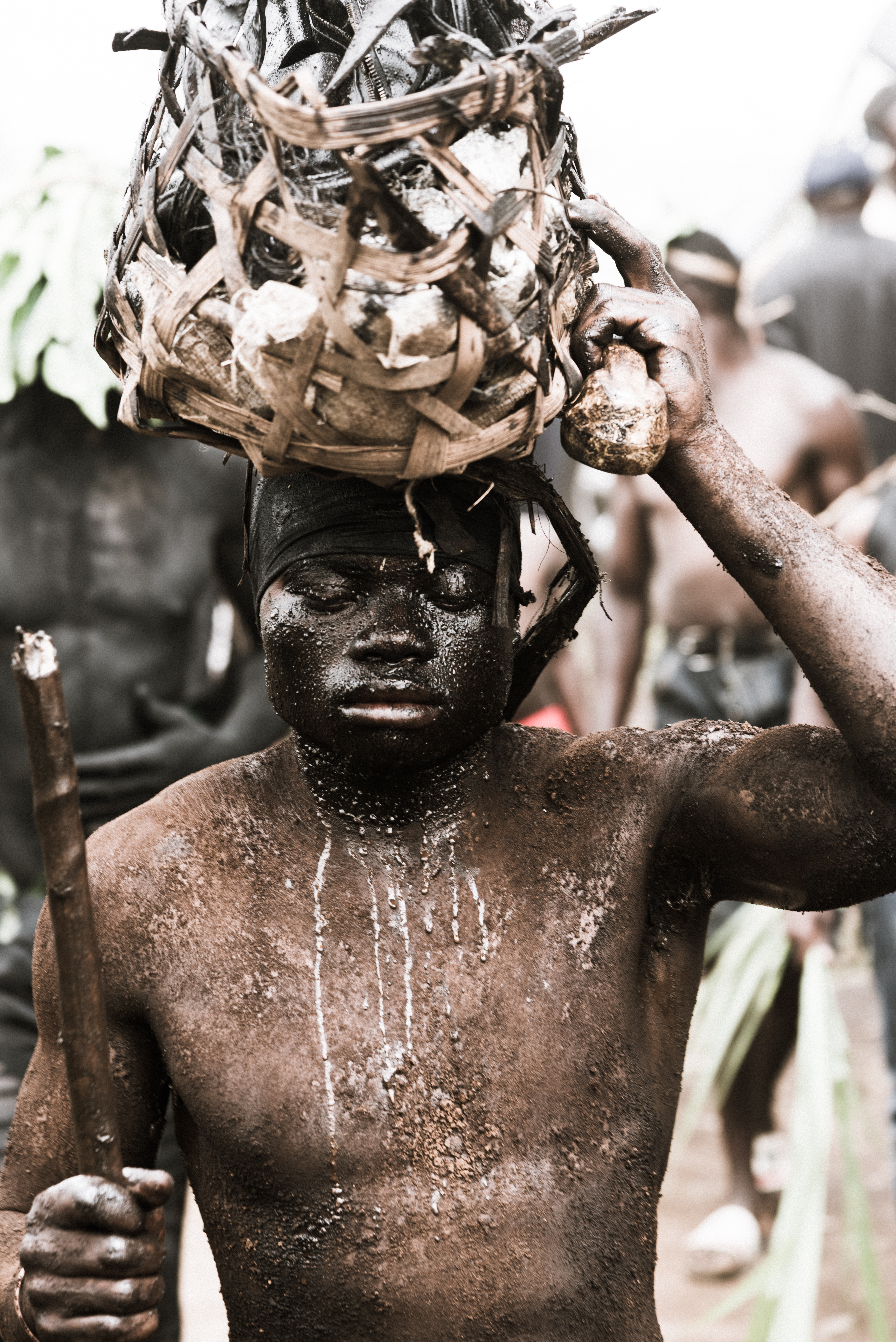
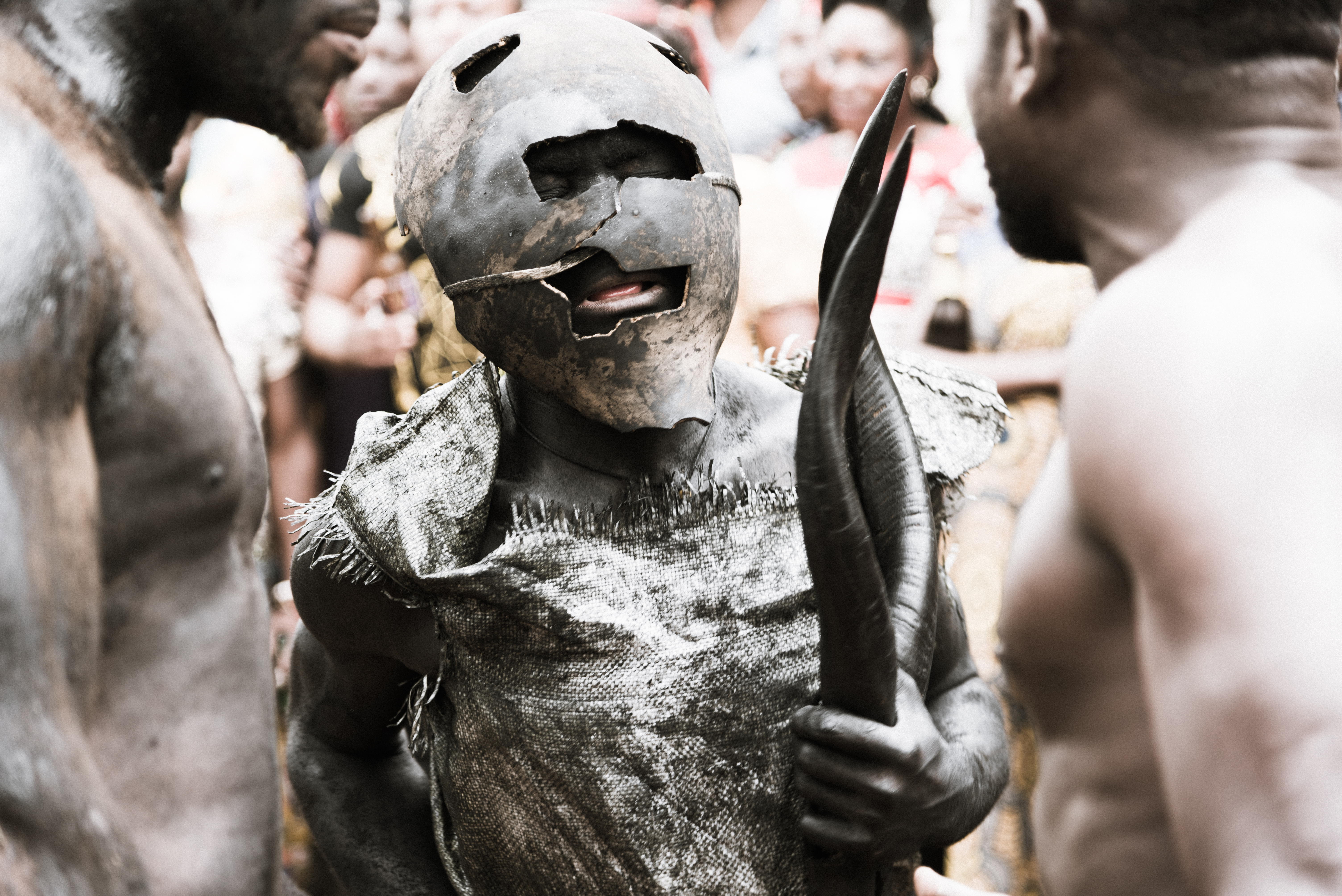

### Danses
Le peuple Bafoussam se démarque par une multitude de danses ayant chacune une signification et une importance particulière ; voici quelques-unes :

#### Pack Medjouong (danse guerrière)
Il s'agit d'une caste de société secrète représentée par des jeunes fils fussep. Autrefois, elle était réservée aux soldats ou guerriers du groupement bafoussam. De nos jours, le Medjouong est dansé par les acteurs du développement et qui ont à charge certaines activités communautaires pour le village. La particularité de cette danse est qu'au cours de son expression, les acteurs, au rythme des sons de tam-tam, brandissent des cornes d'animaux en guise de trophée de guerre.

#### Kwemtong (danse de la fraternité)
Cette caste regroupe des jeunes danseurs de deux groupements notamment les Bafoussam et les Baleng. Ceux-ci se meuvent au rythme des sons de tam-tam pour célébrer la fraternité et l'amour car selon l'histoire, ils étaient à l'origine un seul et même peuple.

#### Koumdze (danse de la noblesse)
Elle est également connue sous le nom de Kabem et n'est réservée qu'aux hommes nobles de la communauté fussep. Ces derniers se différencient alors des autres danseurs par les tenues qu'ils arborent ; il s'agit souvent des peaux d'animaux comme la panthère... Les danses exécutent ici une danse mythique et symbolique passant par là-même des messages à leurs ancêtres.

#### Tah Khoum
Cette danse est exécutée par un seul danseur de la caste de la société sécrète. Elle traduit l'unité dans la diversité de la culture Fussep.

#### Koussi
Il s'agit d'une danse typique réservée aux fondateurs du royaume Fussep.

#### Menkhoum
Danse exécutée par les princes du royaume.

### Philatélie
En 1983, la République unie du Cameroun a émis un timbre de 60 F représentant l'hôtel de ville de Bafoussam.

## Chefferie traditionnelle

### Dynastie des Rois

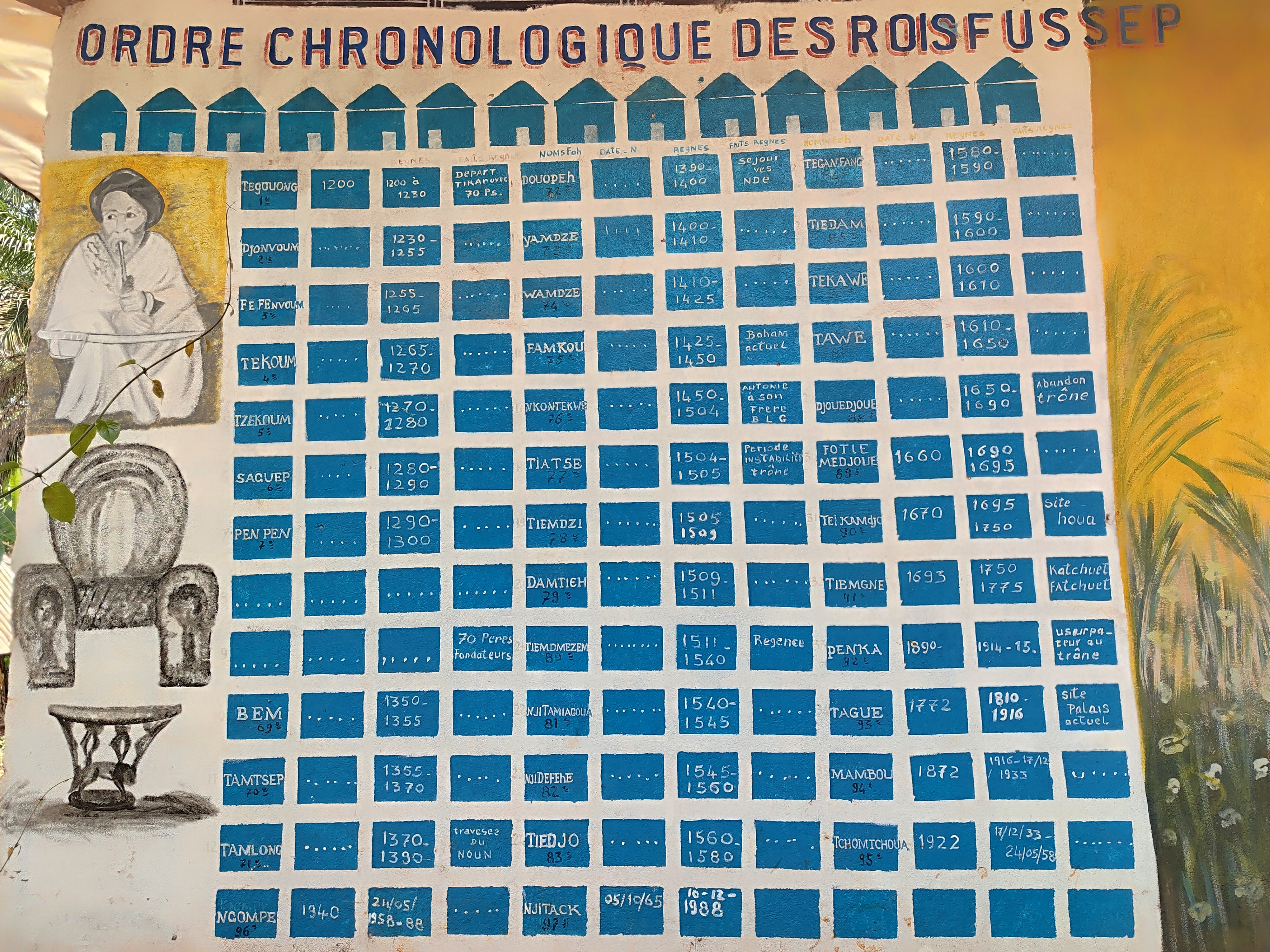
Ce fichier représente la Dynastie des Rois Bafoussam à l'Ouest au Cameroun

| No | Identité            | Période | Période  | Durée   | Étiquette |
| No | Identité            | Début   | Fin      | Durée   | Étiquette |
| -- | ------------------- | ------- | -------- | ------- | --------- |
| 1  | Tegouong (d)        | 1200    | 1230     | 30 ans  |           |
| 2  | Djonvoum (d)        | 1230    | 1255     | 25 ans  |           |
| 3  | Fe Fenvoum (d)      | 1255    | 1265     | 10 ans  |           |
| 4  | Tekoum (d)          | 1265    | 1270     | 5 ans   |           |
| 5  | Tzekoum (d)         | 1270    | 1280     | 10 ans  |           |
| 6  | Saguep (d)          | 1280    | 1290     | 10 ans  |           |
| 7  | Pen Pen (d)         | 1290    | 1300     | 10 ans  |           |
| 8  | Bem (d)             | 1350    | 1355     | 5 ans   |           |
| 9  | Tamtsep (d)         | 1355    | 1370     | 15 ans  |           |
| 10 | Tamlong (d)         | 1370    | 1390     | 20 ans  |           |
| 11 | Douopeh (d)         | 1390    | 1400     | 10 ans  |           |
| 12 | Yamdze (d)          | 1400    | 1410     | 10 ans  |           |
| 13 | Wamdze (d)          | 1410    | 1425     | 15 ans  |           |
| 14 | Famkou (d)          | 1425    | 1450     | 25 ans  |           |
| 15 | Nkontekwe (d)       | 1450    | 1504     | 54 ans  |           |
| 16 | Tiatse (d)          | 1504    | 1505     | 1 an    |           |
| 17 | Tiemdzi (d)         | 1505    | 1509     | 4 ans   |           |
| 18 | Damtchieh (d)       | 1509    | 1511     | 2 ans   |           |
| 19 | Tiemdmezem (d)      | 1511    | 1540     | 29 ans  |           |
| 20 | Njitamiagoua (d)    | 1540    | 1545     | 5 ans   |           |
| 21 | Njidefehe (d)       | 1545    | 1560     | 15 ans  |           |
| 22 | Tiedjo (d)          | 1560    | 1580     | 20 ans  |           |
| 23 | Teganfang (d)       | 1580    | 1590     | 10 ans  |           |
| 24 | Tiedam (d)          | 1590    | 1600     | 10 ans  |           |
| 25 | Tekawe (d)          | 1600    | 1610     | 10 ans  |           |
| 26 | Tawe (d)            | 1610    | 1650     | 40 ans  |           |
| 27 | Djouedjoue (d)      | 1650    | 1690     | 40 ans  |           |
| 28 | Fotie Medjoue (d)   | 1690    | 1695     | 5 ans   |           |
| 29 | Tei Kamdjo (d)      | 1695    | 1750     | 55 ans  |           |
| 30 | Tiemegne (d)        | 1750    | 1775     | 25 ans  |           |
| 32 | Tague (d)           | 1810    | 1916     | 106 ans |           |
| 31 | Penka (d)           | 1914    | 1915     | 1 an    |           |
| 33 | Mambou (d)          | 1916    | 1933     | 17 ans  |           |
| 34 | Tchomtchoua (d)     | 1933    | 1958     | 25 ans  |           |
| 35 | Ngompe (d)          | 1958    | 1988     | 30 ans  |           |
| 36 | Njitack Ngompe Péle | 1988    | En cours | 37 ans  |           |

## Économie et marchés
- Le marché A, le plus populaire.
- Le marché B ;
- Le marché C ;
- Le marché Socada ;

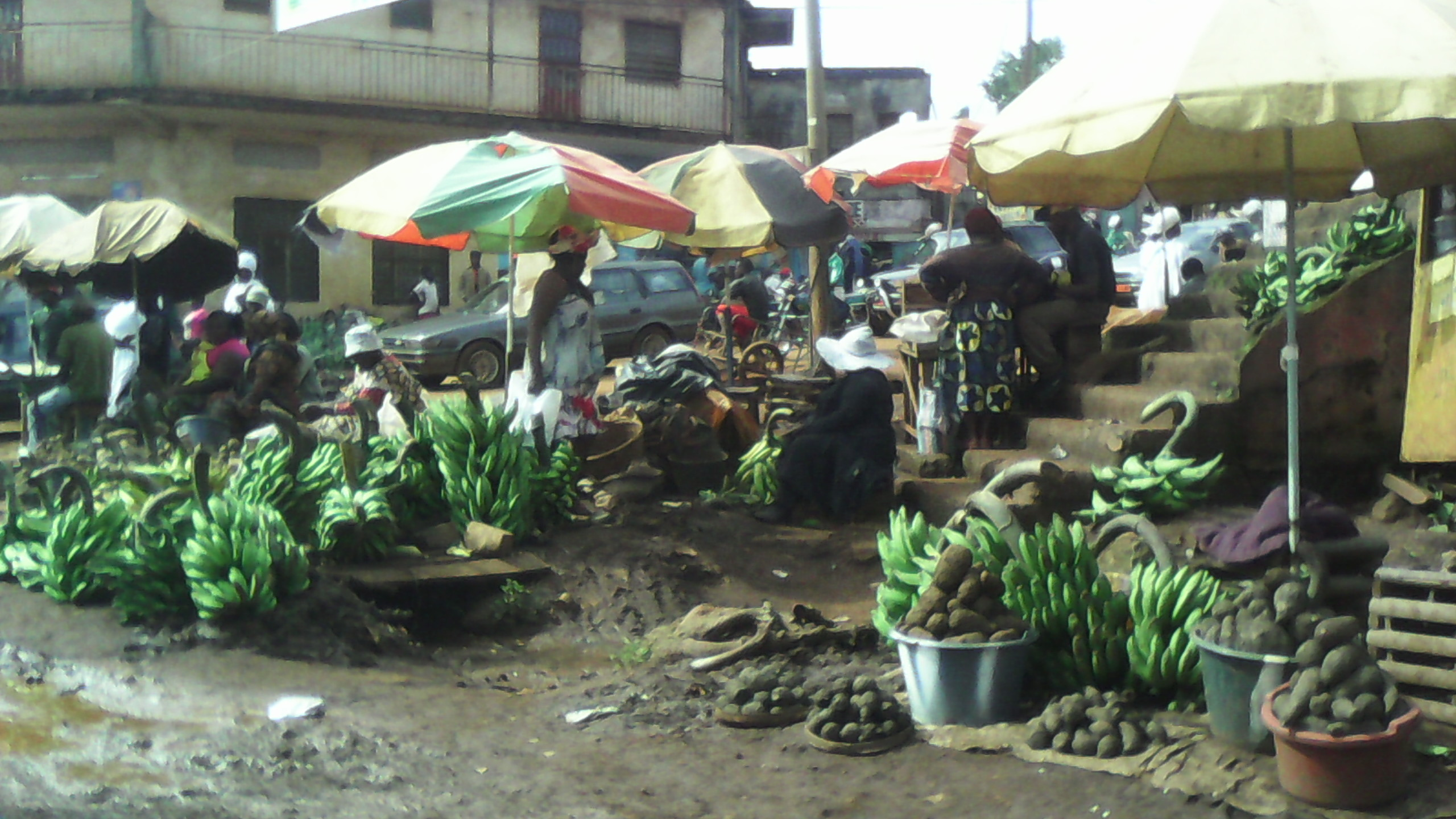
Marché périodique de Bafoussam.

- Le marché Casablanca (communément appelé « marché Caza »).

## Sports
Le stade omnisports de Kouekong inauguré en 2016 a une capacité de 20 000 places. L'ancien stade jadis abandonné au quartier Toket est en cours de rénovation. Le Stade municipal de Bamendzi a une capacité de 2 000 places.
Le club de football du Racing Club Bafoussam évolue en 1re division du Championnat du Cameroun, Elite One pour la saison 2022.

## Transports
La route Transafricaine 8 Lagos-Mombasa passe par Bafoussam.
La ville est desservie par l'aéroport de Bafoussam Bamougoum (code IATA : BFX • code OACI : FKKU) situé au nord-est de la localité.

## Personnalités liées à Bafoussam
| - Arsène Tema Biwolé, homme de science né à Bafoussam. - Benjamin Eyaga, acteur et scénariste camerounais né en 1988 à Bafoussam - Benoît Angbwa, footballeur né à Bafoussam en 1982 - Bertin Tomou, footballeur né à Bafoussam en 1978 - Ernest Ouandié, Raphaël Fotsing et Gabriel Tabeu, militants nationalistes, fusillés à Bafoussam en 1971. - Geremi Njitap, dit Geremi, né le 20 décembre 1978 - Jérémie N'jock, footballeur né à Bafoussam en 1980 - Joëlle Épée Mandengue ou Elyon's (1982- ), une dessinatrice et autrice de bande dessinée camerounaise. - Justice Wamfor, footballeur né à Bafoussam en 1981 | - Mimi Mefo Takambou, journaliste anglophone née à Bafoussam incarcérée pour une affaire de tweet en 2018 - Mathieu Tagny, médecin et militant politique. Une polyclinique créée par lui porte son nom. - Nino Njopkou (1980-?), né à Bafoussam - Paul Dakeyo, poète né à Bafoussam en 1948 - Samuel Wembé (1947-2020), député et dirigeant sportif - Sam Fan Thomas, artiste musicien né à Bafoussam - Stanley Enow, artiste musicien ayant vécu a Bafoussam. |